# Harald Wapenaar
Harald Wapenaar (Vlaardingen, 10 april 1970) is een Nederlands voormalig doelman in het betaald voetbal. Sinds seizoen 2022/23 is hij keeperstrainer bij FC Utrecht.

## Spelerscarrière
Wapenaars carrière in het betaal voetbal begon bij Feyenoord, waar hij eind 1989 voor het eerst in de selectie van het eerste elftal zat achter Ricardo de Jongh die de geblesseerde Joop Hiele verving. Hij debuteerde niet voor Feyenoord. Wapenaar stapte in het seizoen 1992/93 over naar RBC Roosendaal. Hiervoor debuteerde hij dat jaar in het betaald voetbal, in de Eerste divisie. Wapenaar was vervolgens ook actief voor Helmond Sport, FC Utrecht, Udinese, Portsmouth, Vitesse en Sparta Rotterdam. Hij won met FC Utrecht in het seizoen 2002/03 de KNVB beker. Hij beëindigde in oktober 2009 op 39-jarige leeftijd zijn carrière.
Wapenaar werd geselecteerd voor Nederlandse jeugdselecties tussen onder 16 tot onder 18 waar hij als reservedoelman fungeerde.

## Trainerscarrière
Wapenaar werd in het seizoen 2010/11 keeperstrainer bij FC Volendam en bleef dat vijf jaar. Hij bekleedde diezelfde functie gedurende het seizoen 2015/16 bij Lierse SK. Hij werd in juli 2016 aangesteld als keeperstrainer bij Willem II. Op 6 januari 2022 vertrok Wapenaar per direct bij de Tilburgse club vanwege 'onoverkomelijk verschil van inzicht over visie en werkwijze'. Eind juni 2022 maakte FC Utrecht bekend dat Wapenaar met de ingang van seizoen 2022/23 als keeperstrainer toe zou treden tot de technische staf.

## Clubstatistieken
| Seizoen         | Club               | Competitie      | Duels | Goals |
| --------------- | ------------------ | --------------- | ----- | ----- |
| 1988/89         | Feyenoord          | Eredivisie      | 0     | 0     |
| 1989/90         | Feyenoord          | Eredivisie      | 0     | 0     |
| 1990/91         | Feyenoord          | Eredivisie      | 0     | 0     |
| 1991/92         | Feyenoord          | Eredivisie      | 0     | 0     |
| 1992/93         | Feyenoord          | Eredivisie      | 0     | 0     |
| 1993/94         | RBC Roosendaal     | Eerste divisie  | 4     | 0     |
| 1994/95         | Helmond Sport      | Eerste divisie  | 20    | 0     |
| 1995/96         | Helmond Sport      | Eerste divisie  | 33    | 0     |
| 1996/97         | Helmond Sport      | Eerste divisie  | 28    | 0     |
| 1997/98         | FC Utrecht         |                 | 21    | 0     |
| 1998/99         | Udinese            | Serie A         | 2     | 0     |
| 1999/00         | FC Utrecht         | Eredivisie      | 33    | 0     |
| 2000/01         | FC Utrecht         | Eredivisie      | 34    | 0     |
| 2001/02         | FC Utrecht         | Eredivisie      | 33    | 0     |
| 2002/03         | FC Utrecht         | Eredivisie      | 33    | 0     |
| 2003/04         | Portsmouth         | Premier League  | 5     | 0     |
| 2004/05         | Portsmouth         | Premier League  | 0     | 0     |
| 2004/05         | Vitesse            | Eredivisie      | 17    | 0     |
| 2005/06         | Vitesse            | Eredivisie      | 17    | 0     |
| 2006/07         | Vitesse            | Eredivisie      | 33    | 0     |
| 2006/07         | Vitesse            | Eredivisie      | 19    | 0     |
| 2006/07         | → Sparta Rotterdam | Eredivisie      | 13    | 0     |
| 2007/08         | Sparta Rotterdam   | Eredivisie      | 3     | 0     |
| 2008/09         | Sparta Rotterdam   | Eredivisie      | 12    | 0     |
| Carrière totaal | Carrière totaal    | Carrière totaal | 360   | 0     |

## Erelijst
| Competitie      |           |                  |           |           |
| Competitie      | Aantal    | Jaren            |           |           |
| Feyenoord       | Feyenoord | Feyenoord        | Feyenoord | Feyenoord |
| --------------- | --------- | ---------------- | --------- | --------- |
| Eredivisie      | 1x        | 1992/93          |           |           |
| KNVB Beker      | 2x        | 1990/91, 1991/92 |           |           |
| PTT Telekom Cup | 1x        | 1991             |           |           |
| FC Utrecht      |           |                  |           |           |
| KNVB Beker      | 1x        | 2002/03          |           |           |